# 残疾人奥林匹克运动会朝鲜代表团
朝鲜民主主义人民共和国于2012年首次参加残疾人奥林匹克运动会，当时派出了一名外卡选手林柱成（左臂左腿截肢）参加男子50米自由泳S6级比赛。

## 概况
大韩民国早在1968年便开始派代表参加残奥会，而朝鲜长期不予重视。据《每日电讯报》2006年报道，除伤残军人外，其他残疾人均被投入集中营，“遭受残酷和非人的待遇”。联合国人权问题特别报告员威迪·蒙丹蓬（Vitit Muntarbhorn）于同年指出朝鲜残疾人被逐出该国样板首都平壤市，并按残疾情况羁押于集中营。脱北者指控当地存在“侏儒集中营”，严禁“犯人”生育。
联合国报告指平壤当局“正开始关注残疾人福祉”。慈善机构国际助残协会称该组织自1999年以来一直在朝鲜开展工作，协助朝鲜残疾人保护联合会，同时红十字国际委员会指出该机构在平壤市设立了残疾人康复中心。
2012年前，朝鲜完全无视残奥。几年来，该国政治宣传一直在展现社会主义制度优越性，称残疾人亦能安居乐业，未来将派代表参加残奥会。美联社2012年报道了平壤大同宫残疾人文化宫的情况。

## 初入残奥
朝鲜于2012年3月成为國際帕拉林匹克委員會临时成员，取得参赛资格。当时朝鲜计划派运动员参加田径、游泳和乒乓球比赛。“朝鲜代表团的12名运动员、教练及官员”在北京市参训备战。
最终，朝鲜方面只派出林柱成参加S6级自由泳和SB5级蛙泳比赛。林氏“在五岁时因在某工地遭遇事故造成左臂左腿截肢，右腿及右臂亦受重伤”。英国使馆提供了包括资金支持在内的援助，使他能够接受训练并参加残奥会。他还获得了残奥会的外卡邀请。
林氏在第二组热身赛中以47.87秒完赛，较取得决赛资格的古巴运动员洛伦佐·佩雷斯（Lorenzo Perez）慢17.89秒。首轮十九名运动员中，林氏耗时最长，较倒数第二的澳大利亚运动员里根·威肯斯差10.68秒。

## 朝鲜残奥运动员总表
| 姓名                  | 赛事      | 大项 | 小项               | 分数     | 排名 |
| --------------------- | --------- | ---- | ------------------ | -------- | ---- |
| 林柱成                | 2012 伦敦 | 游泳 | 男子50米自由泳S6级 | 47.87    | 19   |
| 金哲雄 领跑员：李金松 | 2016 里约 | 田径 | 男子1500米跑T11级  | 取消资格 | 无   |
| 宋金钟                | 2016 里约 | 田径 | 女子铁饼F56-57级   | 12.08    | 12   |

## 奖牌榜

### 赛事
| 赛事      | 金 | 银 | 铜 | 合计 |
| 2012 伦敦 | 0  | 0  | 0  | 0    |
| 2016 里约 | 0  | 0  | 0  | 0    |
| 2020 东京 | –  | –  | –  | –    |
| 2024 巴黎 | –  | –  | –  | –    |
| 合计      | 0  | 0  | 0  | 0    |

| 赛事      | 金 | 银 | 铜 | 合计 |
| 2018 平昌 | 0  | 0  | 0  | 0    |
| 2022 北京 | –  | –  | –  | –    |
| 合计      | 0  | 0  | 0  | 0    |